# Esfuminho

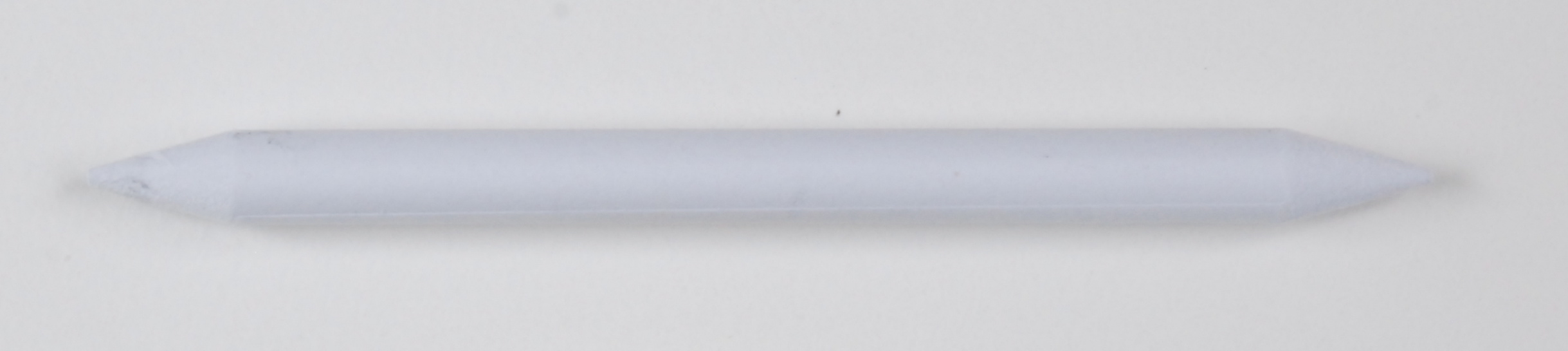
Estompe

O esfuminho é um rolo cilíndrico papel macio, enrolado bem apertado, aparado em ponta nas duas extremidades, para esfumar as sombras dos desenhos a carvão, lápis grafite, ou a crayon . O esfuminho é usado principalmente por desenhistas para esfumar retratos ou caricaturas. Seu uso permite criar graduações e semitons, sombras e efeitos de desfoque. O nome deriva da técnica conhecida como sfumato.
O esfuminho mais comum é feito de papel, mas também há alguns de outros materiais, como feltro, ou couro. São comercializados em vários tamanhos, os maiores servindo para esfumar grandes áreas, os menores para detalhes precisos. Uma variedade de esfuminho, que não é enrolado tão apertado e apresenta núcleo oco, é chamado tortillon.

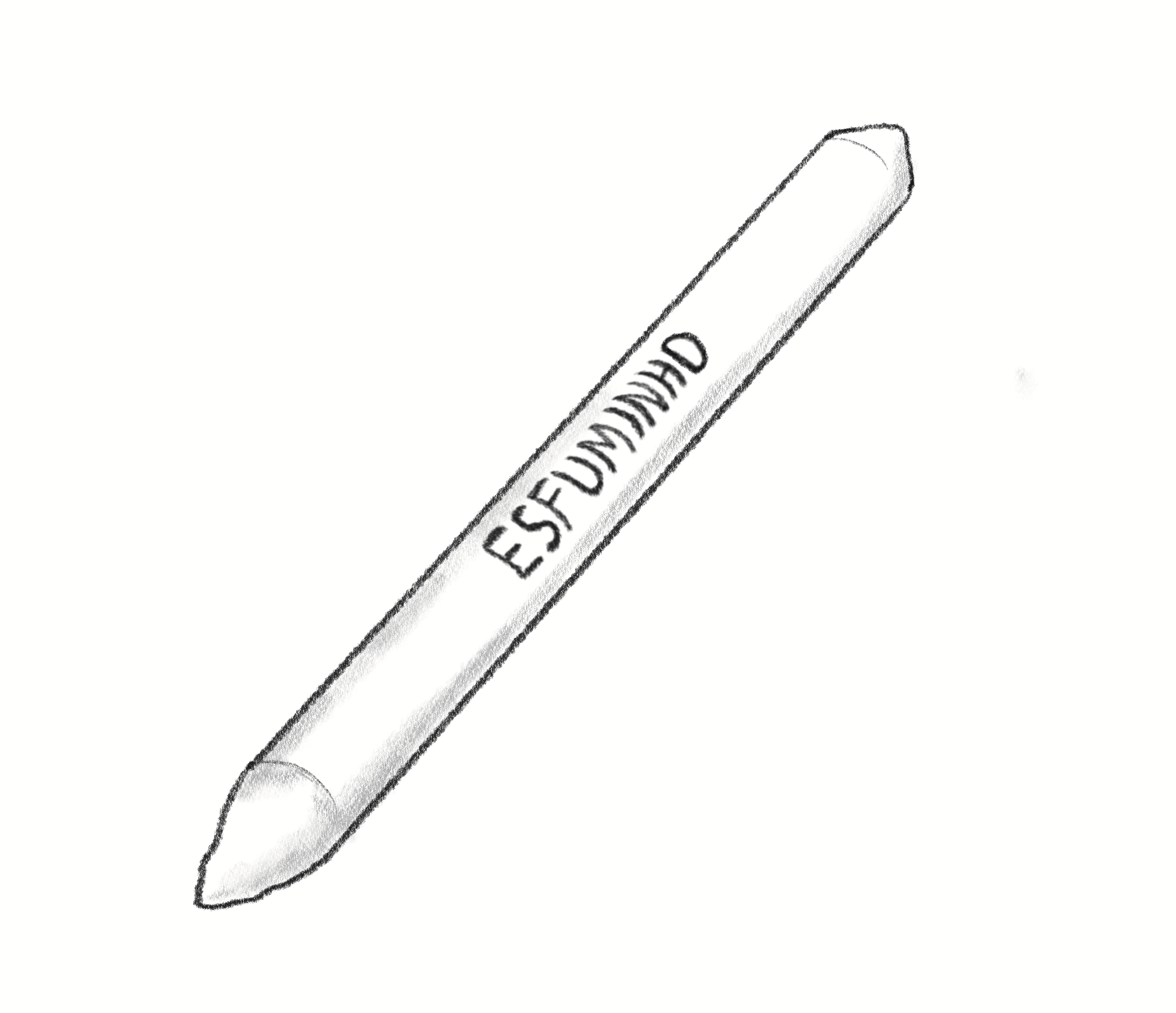
Ilustração do material de artes visuais esfuminho em perspectiva.

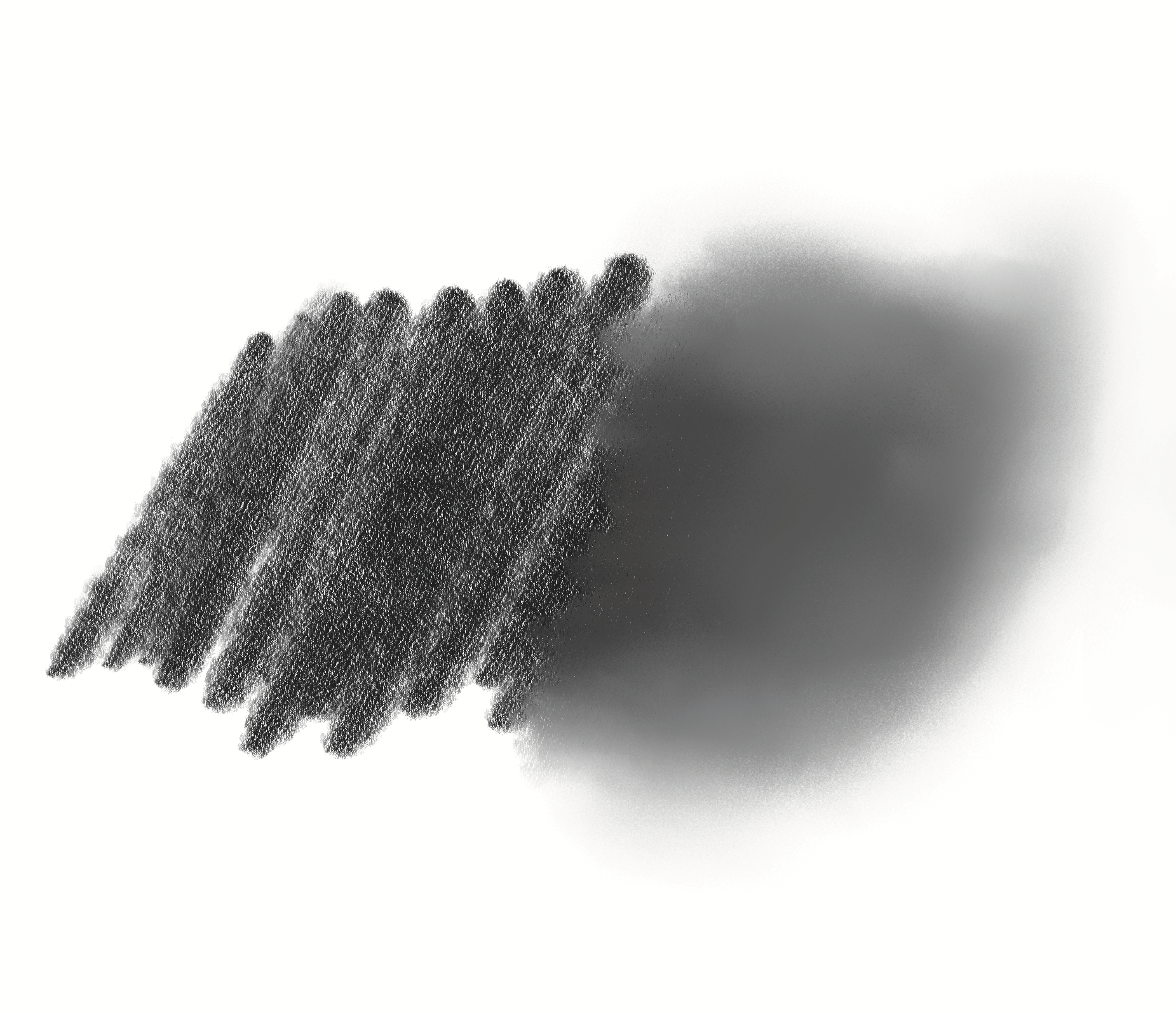
Ilustração digital que simula o efeito de um esfuminho. Ao lado esquerdo papel com grafite para demonstrar a diferença entre o grafite puro e o com efeito.

## Técnica
Ao esfumar, o esfuminho pode ser manuseado num ângulo para a area do papel que entra em contacto com a folha. Consoante a técnica pretendida, a ponta do esfuminho pode ser mantida limpa com uma espécie de lixa para esfumar áreas mais claras, ou não, para texturas e áreas mais escuras.
Enquanto que é possível fazer efeitos semelhantes com o dedo, isto deposita óleos presentes na pele e na folha, o que faz com que seja mais difícil passar mais grafite, carvão, ou outro material.